# 聖弗朗西斯科 (科爾多瓦省)

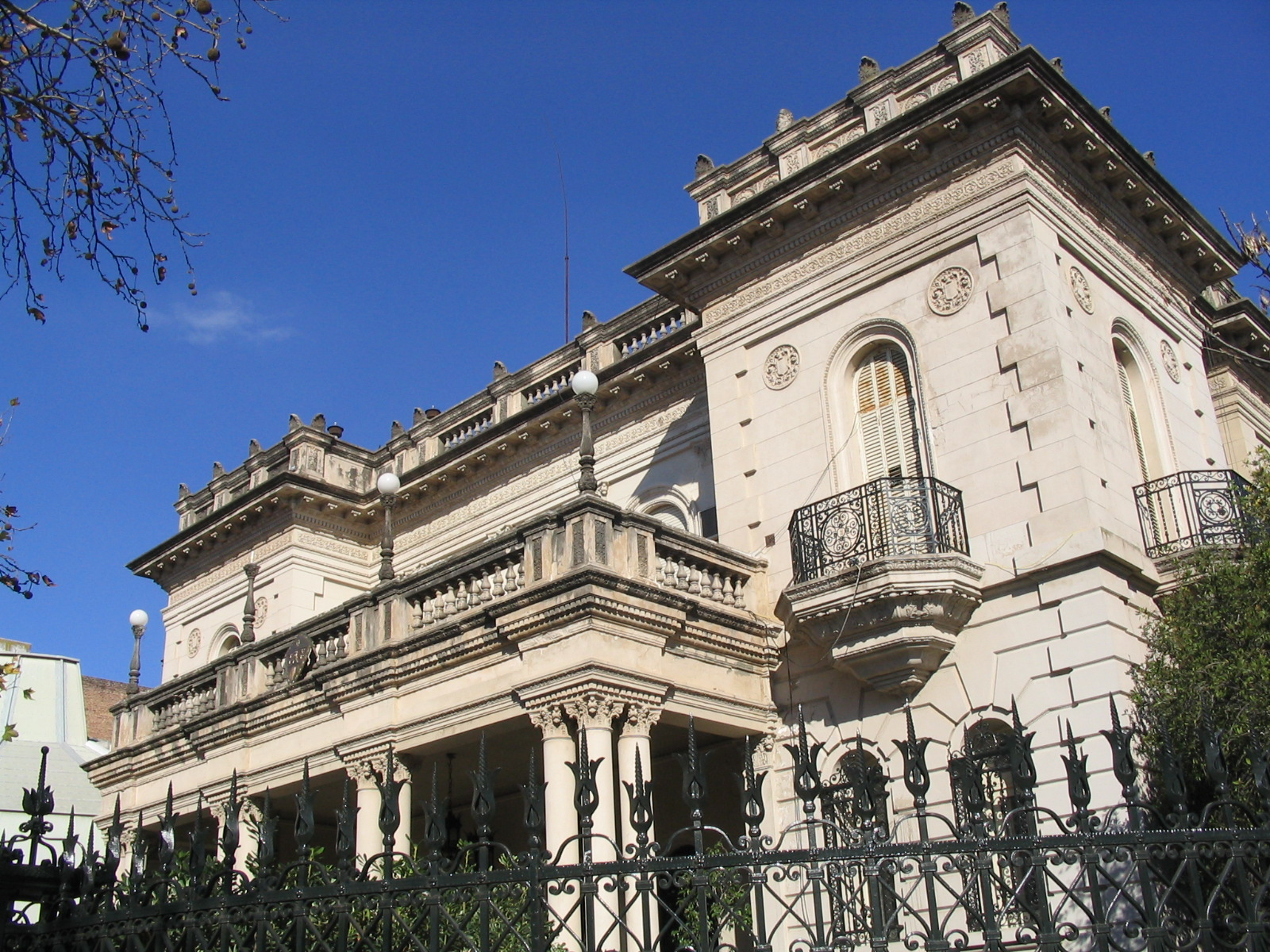
聖弗朗西斯科市政府

聖弗朗西斯科是阿根廷的城鎮，位於該國東北部，由科爾多瓦省負責管轄，始建於1886年9月9日，海拔高度104米，主要經濟活動是農業，2011年人口58,588。

## 外部連結
- San Francisco Virtual — Portal and official website of the municipality.
- Córdoba Global
- Useful information to visiting San Francisco from abroad （页面存档备份，存于）